# Старовольська сільська рада
Старовольська сільська́ ра́да (біл. Старавольскі сельсавет) — колишня адміністративно-територіальна одиниця у складі Пружанського району Берестейської області Білорусі. Адміністративним центром було Староволя.

## Історія
Сільська рада ліквідована 1 грудня 2009 року, територія та населені пункти увійшли до складу Великосельської сільської ради.

## Склад
Населені пункти, що підпорядковувалися сільській раді станом на 2009 рік:
| Населений пункт | Тип  | Населення, осіб (2009) |
| --------------- | ---- | ---------------------- |
| Заріччя         | село | 48                     |
| Лозовка         | село | 15                     |
| Обруб           | село | 29                     |
| Передельськ     | село | 126                    |
| Староволя       | село | 582                    |

## Населення
За переписом населення Білорусі 2009 року чисельність населення сільської ради становила 800 осіб.

### Національність
Розподіл населення за рідною національністю за даними перепису 2009 року:
| Національність | Осіб | Відсоток |
| -------------- | ---- | -------- |
| білоруси       | 654  | 81,75 %  |
| поляки         | 105  | 13,13 %  |
| українці       | 19   | 2,38 %   |
| росіяни        | 14   | 1,75 %   |
| татари         | 2    | 0,25 %   |
| молдовани      | 2    | 0,25 %   |
| узбеки         | 1    | 0,13 %   |
| чуваші         | 1    | 0,13 %   |
| марійці        | 1    | 0,13 %   |
| французи       | 1    | 0,13 %   |
| Разом          | 800  | 100 %    |